# Artur Kern
Artur Kern (ur. 12 lipca 1980 r. w Biłgoraju) – polski lekkoatleta, długodystansowiec.

## Życiorys
Zawodnik Unii Hrubieszów (przez większość kariery) i Wisły Puławy (2003–2004). W 2002 zdobył brązowy medal młodzieżowych mistrzostw Polski w biegu na 1500 metrów. W latach 2004–2008 startował głównie w USA, gdzie studiował. Były rekordzista kraju w biegu na 5000 metrów w hali – 14:09,89 (4. miejsce podczas mistrzostw drugiej dywizji NCAA, 10 marca 2007, Boston) – wynik ten przetrwał do grudnia 2023. Także w 2007 wywalczył brązowy medal mistrzostw drugiej dywizji NCAA (bieg na 5000 metrów na stadionie). W 2010 zajął 4. miejsce w mistrzostwach Polski w biegu maratońskim. Czterokrotny medalista mistrzostw kraju w biegach ulicznych. Halowy mistrz Polski w biegu na 3000 metrów (2016).